# 白水滝
白水滝（しらみずのたき）は、岐阜県大野郡白川村の大白水谷にある、庄川水系大白川に属する滝。国の名勝に指定されている。

## 地理・歴史
白山国立公園内の原生林の中にあり、高さ72m、幅8m。深い森の谷から絶壁を水が垂直に落下する一筋の滝である。「白水滝」の名は落ちる水の色が乳白色に見えることから付けられた。かつてはその雄大な姿から日本三大名瀑の一つ（ほかの二つは那智滝・華厳滝）に数えられることもあったが、日本の滝百選（1990年選定）には含まれていない。岐阜県の名勝に指定されたのち、国の名勝に指定されている。
1963年、隣の谷に大白川ダムが完成すると、滝の上流で取水が行われてダムに水が供給されるようになった。このため、滝に流れる水の量は調節されており、すべての水をダムにむけて取水する冬季には滝が遮断される。滝の姿を見ることができるのは、観光用に放流する夏～秋の間のみである。

## 交通
国道156号（白山街道）の大白川橋の北の交差点から、岐阜県道451号白山公園線を白山登山口方面の西に進み、白水滝駐車場まで車で30分、遊歩道で滝展望台まで徒歩5分。
滝に向かう道路は、冬季には通行止めとなる。滝の西北西400m程の位置には、白山登山道（平瀬道）の登山口がある。